# Heteropoda languida
Heteropoda languida är en spindelart som beskrevs av Simon 1887. Heteropoda languida ingår i släktet Heteropoda och familjen jättekrabbspindlar.
Artens utbredningsområde är Myanmar. Inga underarter finns listade i Catalogue of Life.